# 주앙 1세 (포르투갈)

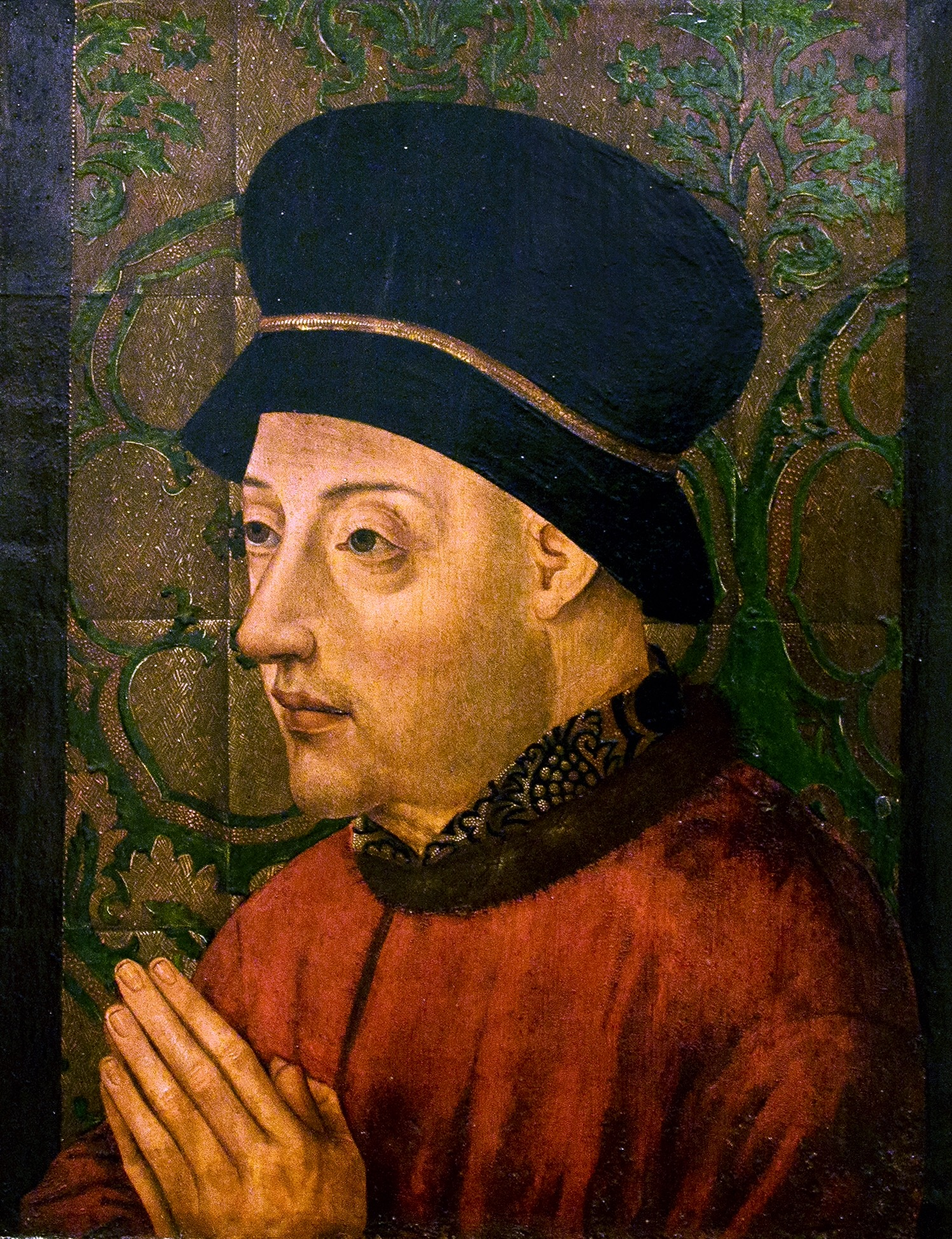
주앙 1세

주앙 1세(포르투갈어: João I, 1357년 ~ 1433년)는 포르투갈 왕국 제10대 왕(재위: 1385년 ~ 1433년)으로, 아비스 왕조의 시조이다. 별명은 대왕(o Mestre).
포르투갈의 왕 페드루 1세(Pedro I)와 그의 정부 테레사 로렌수(Teresa Lourenço)의 서자로 태어났다. 젊은 시절에는 아비스 기사단장직을 맡았다.
1387년 2월 2일에 잉글랜드 초대 랭커스터 공작 '곤트의 존'의 딸인 필리파 (1360~1415)와 결혼했다.
제9대 왕이자 형 페르난두 1세(Fernando I)가 죽자, 그의 아내 레오노르 텔레스(Leonor Teles)가 안데이루(Juan Fernández de Andeiro) 백작과 더불어 정권을 잡았다. 이에 주앙은 안데이루와 싸워 승리하였는데, 이때 침입한 카스티야 왕국의 대군을 쳐부수고 포르투갈의 독립을 지켰다. 1385년 국민의회의 선거로 왕위에 올랐다. 해외 사업을 추진하였으며 왕자 엔히크(Henrique)에게 명하여 아프리카 탐험을 도모하였다.

## 같이 보기
- 아비스 기사단(Ordem de São Bento de Avis)

| 전임 1383년까지 페르난두 1세 베아트리스 (내전 발생) | 포르투갈와 알가르베의 왕 1385년 - 1433년 | 후임 두아르트 |